# Wataru Endō
Wataru Endō (jap. 遠藤 航 Endō Wataru; ur. 9 lutego 1993 w Jokohamie) – japoński piłkarz występujący na pozycji pomocnika w angielskim klubie Liverpool oraz w reprezentacji Japonii, której jest kapitanem.

## Kariera klubowa
Od 2010 do 2015 roku występował w klubie Shonan Bellmare. Od 2016 roku grał w zespole Urawa Reds z którego w 2018 przeniósł się do Sint-Truidense VV. Od 2019 do 2023 był zawodnikiem VfB Stuttgart.
18 sierpnia 2023 został ogłoszony zawodnikiem Liverpoolu, z którym podpisał czteroletni kontrakt.

## Kariera reprezentacyjna
W reprezentacji Japonii zadebiutował w 2 sierpnia 2015, rozgrywając przegrany 2:1 mecz z Koreą Północną. W czerwcu 2023 został mianowany kapitanem drużyny narodowej.

## Statystyki
Stan na 27 czerwca 2025 roku
| Reprezentacja Japonii | Reprezentacja Japonii | Reprezentacja Japonii |
| Rok                   | Mecze                 | Gole                  |
| --------------------- | --------------------- | --------------------- |
| 2015                  | 5                     | 0                     |
| 2016                  | 2                     | 0                     |
| 2017                  | 4                     | 0                     |
| 2018                  | 4                     | 0                     |
| 2019                  | 7                     | 1                     |
| 2020                  | 4                     | 1                     |
| 2021                  | 8                     | 0                     |
| 2022                  | 13                    | 0                     |
| 2023                  | 8                     | 0                     |
| 2024                  | 12                    | 2                     |
| 2025                  | 3                     | 0                     |
| Razem                 | 70                    | 4                     |